# Musketerernes sidste bedrifter
Musketerernes sidste bedrifter (fransk: Le Vicomte de Bragelonne ou Dix ans plus tard) er en roman skrevet af Alexandre Dumas den ældre. Den udkom første gang som føljeton 1847-50. Det er den tredje og sidste roman i serien om d'Artagnan og hans tre musketervenner Athos, Porthos og Aramis efter De tre musketerer og Tyve år efter.
Romanen er i flere dele. Antallet kan variere, men i udgaver med tre dele hedder de: Le Vicomte de Bragelonne, Louise de la Vallière og Manden med jernmasken.
Handlingen foregår 1660-67, hvor kong Ludvig 14. udvikler sig fra at være en svag barnekonge, der er i lommen på sin mor og sine ministre, til at blive Solkongen, der har fuld kontrol over Frankrig. I romanen tager de nu aldrende musketerer, d'Artagnan og hans venner, affære for at støtte kongemagten i England og Frankrig. Det koster flere af dem livet.
Musketerernes sidste bedrifter er nok især kendt for sidste tredjedel, hvor Dumas bygger handlingen op om sin hypotese om, at en mand, der i mange år blev holdt fanget under grundige sikkerhedsforanstaltninger, skulle være Ludvigs tvillingebror Filip (i virkeligheden havde Ludvig en to år yngre bror ved navn Filip). Myterne om manden med jernmasken er mange, og især Dumas har givet anledning til flere filmatiseringer (1939, 1977 og 1998) samt en musical.